# Houston (Columbia Britannica)
Houston è una municipalità distrettuale del Canada, situata in Columbia Britannica, nel distretto regionale di Bulkley-Nechako.